# مربای پوست هندوانه
مربای پوست هندوانه یکی از مرباهای محلی استان همدان است. در این نوع مربا پوست‌های هندوانه تمیز شده تا حدی که تمامی قرمزی هندوانه گرفته شود، سپس قبل از پخت آن را مدتی در داخل آهک و آب قرار می‌دهند. مواد این مربا را هندوانه، شکر، هل و گلاب تشکیل می‌دهد.